# Mannheimer Peritonitis-Index
Der Mannheimer Peritonitis-Index (MPI) ist ein Score, der in der Medizin zur Abschätzung der Prognose von Patienten mit einer Bauchfellentzündung (Peritonitis) verwendet wird.

## Risikofaktoren
Für das Vorliegen untenstehender Risikofaktoren werden Punkte vergeben. Der MPI ergibt sich aus der Summe aller vergebenen Punkte.
| Risikofaktor                            | Risikofaktor                            | Punkte |
| --------------------------------------- | --------------------------------------- | ------ |
| Alter > 50 Jahre                        | Alter > 50 Jahre                        | 5      |
| Geschlecht weiblich                     | Geschlecht weiblich                     | 5      |
| Organversagen                           | Organversagen                           | 7      |
| Malignom                                | Malignom                                | 4      |
| Dauer der Peritonitis vor der OP > 24 h | Dauer der Peritonitis vor der OP > 24 h | 4      |
| Ausgangspunkt ist nicht der Dickdarm    | Ausgangspunkt ist nicht der Dickdarm    | 4      |
| diffuse Ausbreitung                     | diffuse Ausbreitung                     | 6      |
| Exsudat                                 | klar                                    | 0      |
| Exsudat                                 | trüb-eitrig                             | 6      |
| Exsudat                                 | kotig-jauchig                           | 12     |

Liegt der MPI ≤ 20, ist die erwartete Letalität der Patienten nahezu 0 %. Bei einem MPI > 29 ist eine Sterblichkeit von mehr als 50 % zu erwarten.

## Herkunft
Der MPI basiert auf der Analyse der Krankheitsverläufe von Patienten mit Peritonitis in Kliniken in Mannheim und Frankfurt am Main. Später wurde der Score durch Studien anderer Kliniken validiert.